# Cowboy and the Prizefighter
Cowboy and the Prizefighter è un film del 1949 diretto da Lewis D. Collins.
È un western statunitense con Jim Bannon, Don Reynolds e Emmett Lynn. Fa parte della serie di film incentrati sul personaggio di Red Ryder, eroe del West nato da un fumetto di Stephen Slesinger e Fred Harman nel 1938 e apparso in diverse opere radiofoniche, cinematografiche e televisive.

## Produzione
Il film, diretto da Lewis D. Collins su una sceneggiatura di Jerry Thomas, fu prodotto dallo stesso Thomas per la Equity Pictures Corporation e girato nell'Iverson Ranch a Chatsworth, nel Monogram Ranch a Newhall e ad Agoura, California, da metà agosto 1949.

## Distribuzione
Il film fu distribuito negli Stati Uniti dal 15 dicembre 1949 al cinema dalla Eagle-Lion Films.

## Promozione
Le tagline sono:
- It's man-to-man... Fist-to-fist excitement!
- IT'S A FIGHT TO THE FINISH... As Red Ryder Slugs It Out With The "Bare-Knuckle Killer"!
- THAT FIGHTIN' MAN IS FIGHTIN' MAD... Red Ryder's Slashing Fists Beat Down The "Bare-Knuckle Killer!
- Red Ryder's Guns And Fists K. O. An Outlaw Gold Grab!
- Red Ryder's In A Fight To The Finish!
- It's man-to-man... Fist-to-fist excitement! RED RYDER vs, BARE-KNUCKLE KILLER!... With A Fortune In Gold At Stake!